# Hangony
Hangony es un pueblo ubicado en el distrito de Ózd, condado de Borsod-Abaúj-Zemplén, Hungría.

## Superficie
Posee una superficie de 39,14 kilómetros cuadrados.

## Demografía
Hasta 2022 la población era de 1389 habitantes, con una densidad de población de 35,49 habitantes por kilómetro cuadrado.